# جورج صموئيل إيكلس
جورج صموئيل إيكلس (بالإنجليزية: George Samuel Eccles)‏ (1874 في المملكة المتحدة - 18 ديسمبر 1945 في المملكة المتحدة) هو لاعب كرة قدم بريطاني (وحمل سابقاً جنسية المملكة المتحدة لبريطانيا العظمى وأيرلندا) في مركز الدفاع. لعب مع بريستون نورث إيند وبورت فايل وبولتون واندررز ونادي إيفرتون ووست هام يونايتد ووولفرهامبتون واندررز.